# Pustynia Libijska

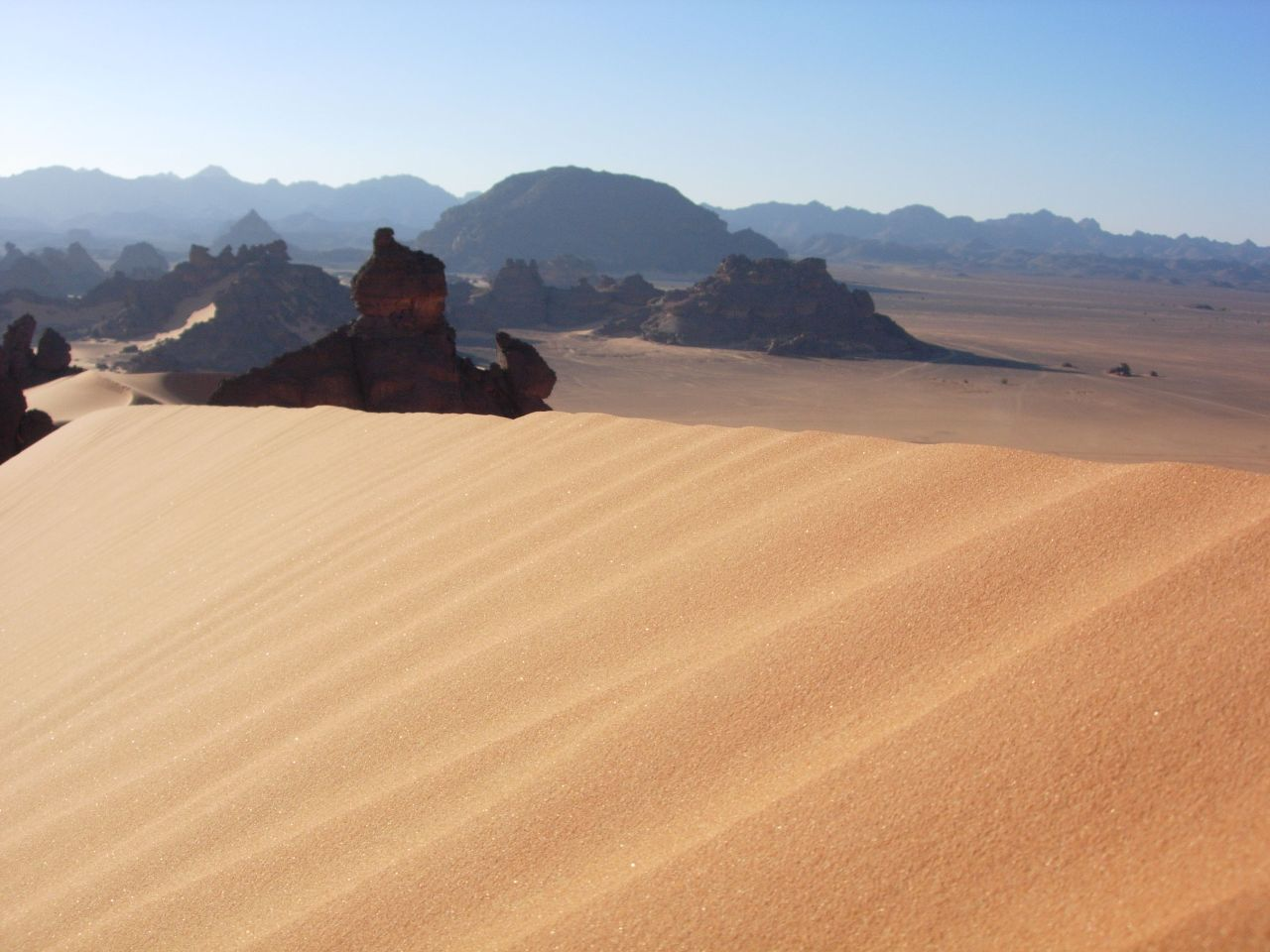
Pustynia Libijska w południowej Libii

Pustynia Libijska – pustynia piaszczysta we wschodniej części Sahary, położona we wschodniej Libii, zachodnim Egipcie i północno-zachodnim Sudanie. Dla części położonej na terenie Egiptu używa się nazwy Pustynia Zachodnia.
Jej powierzchnia wynosi ok. 2 mln km². W większości piaszczysta (wydmy wysokości do 300 m). Klimat zwrotnikowy skrajnie suchy. Dobowe wahania temperatury do 30 °C. Roczna suma opadów poniżej 10 mm na południu (na północy ok. 100 mm). Eksploatacja bogatych złóż ropy naftowej w Libii. Jej północno-zachodnią część stanowi Sarir Kalansziju. 